# Périgord noir (Tourismus)
Der Périgord noir ist zusammen mit dem Périgord blanc, dem Périgord pourpre und dem Périgord vert  eine der vier touristischen Unterteilungen des Périgords.

## Etymologie

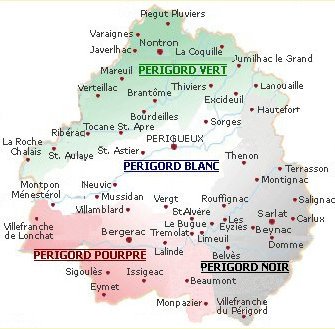
Lagekarte des in vier Farben unterteilten Périgords

Das französische Adjektiv noir hat im Deutschen die Bedeutung schwarz. Die Farbe bezieht sich auf die für diese Region charakteristischen dunklen Waldungen und nicht – wie oft fälschlich behauptet – auf schwarze Trüffel.

## Geographie

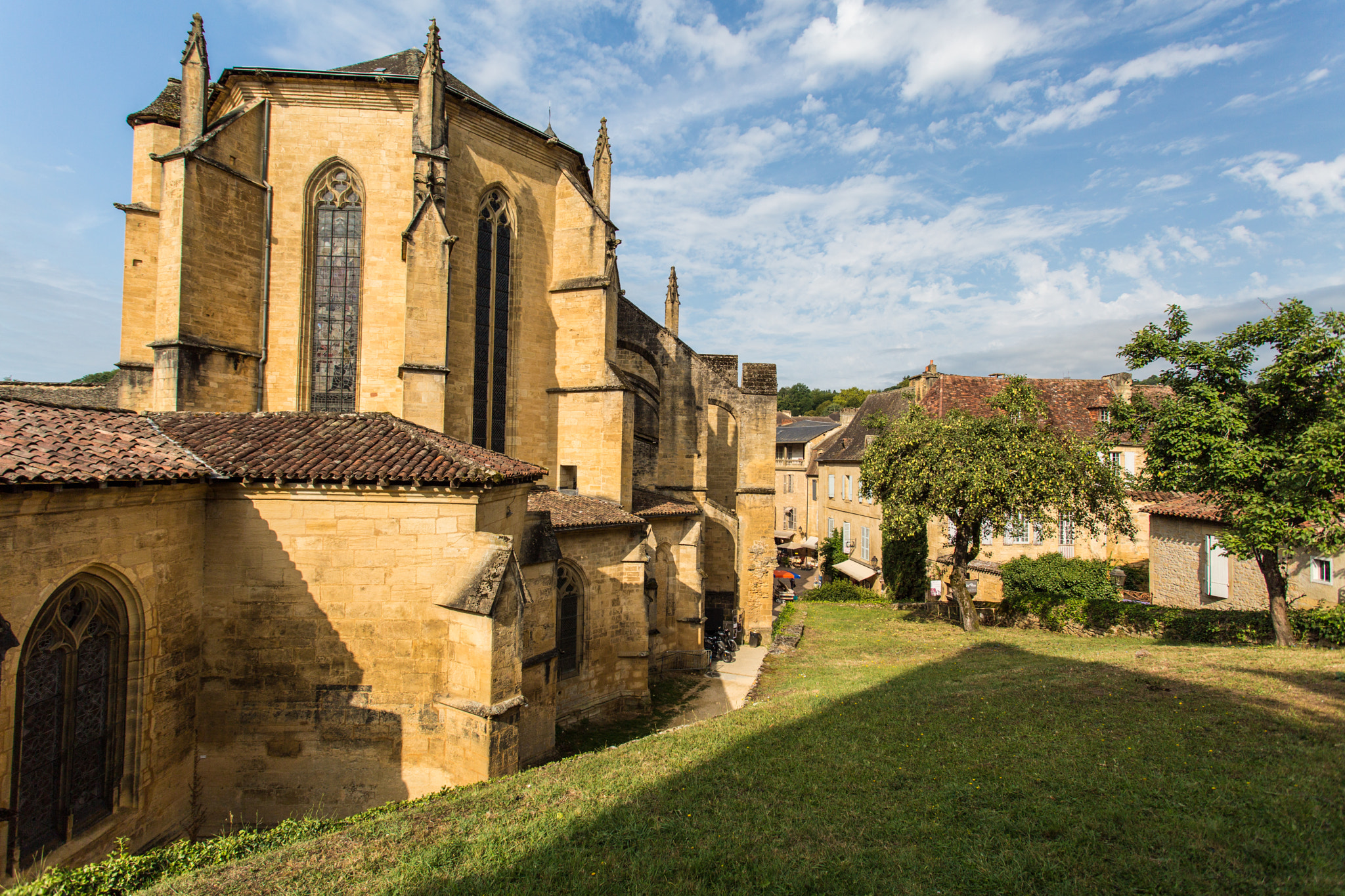
Die Kathedrale Saint-Sacerdos von Sarlat-la-Canéda

Der Périgord noir – als touristischer Begriff jüngeren Datums – nimmt den Osten und Südosten des Départements Dordogne ein. Er ist jedoch nicht deckungsgleich mit der historischen Landschaft Périgord noir. Letztere ist wesentlich enger definiert, da sie sich nicht auf das weiter im Norden gelegene Pays d’Hautefort erstreckt.
Neben der Unterpräfektur Sarlat-la-Canéda befinden sich folgende bedeutendere Gemeinden im Périgord noir:
- Belvès
- Beynac
- Carlux
- Domme
- Hautefort
- Les Eyzies-de-Tayac
- Limeuil
- Montignac-Lascaux
- Rouffignac
- Salignac-Eyvigues
- Terrasson
- Villefranche-du-Périgord

### Verwaltung
Administrativ ist der touristische Périgord noir nahezu identisch mit dem Arrondissement Sarlat-la-Canéda. Er enthält folgende Kantone:
- Kanton Haut-Périgord Noir
- Kanton Périgord Central
- Kanton Sarlat-la-Canéda
- Kanton Terrasson-Lavilledieu
- Kanton Vallée Dordogne
- Kanton Vallée de l’Homme

Zuständige Gemeindeverbände (Communauté de communes) sind:
- Communauté de communes de Domme Villefranche-du-Périgord
- Communauté de communes du Pays de Fénelon
- Communauté de communes Sarlat-Périgord Noir
- Communauté de communes Terrassonnais Haut Périgord Noir
- Communauté de communes Vallée de la Dordogne et Forêt Bessède
- Communauté de communes de la Vallée de l’Homme